# المدرسة المغيثية (بغداد)
المدرسة المغيثية مدرسة تاريخية يعود تأسيسها إلى العصر العباسي في بغداد. أنشأها أبا القاسم محمود بن غياث الدين محمد بن ملكشاه بن ألب أرسلان السلجوقي، والذي تولى الحكم في عام 1117 أيام الخليفة المسترشد بالله. إلا أنها لم تعد موجودة اليوم.